# Rudolf Vitzthum von Eckstädt
Christoph Rudolf Graf Vitzthum von Eckstädt (* 22. Dezember 1861 in Dresden; † 14. Februar 1945 ebenda) war ein deutscher Generalstaatsanwalt, Geheimer Rat und Familienforscher.

## Leben
Er stammte aus der in den Grafenstand erhobenen Adelsfamilie Vitzthum von Eckstädt und war der Sohn des königlich-sächsischen Oberkammerherrn und Wirklichen Geheimen Rats Hermann Ludwig Graf Vitzthum von Eckstädt (1821–1892) und dessen Ehefrau Paula Luise geb. von Götz (1825–1907).
Rudolf Vitzthum von Eckstädt war ab 1911 als Erster Staatsanwalt am Oberlandesgericht Dresden tätig. 1922 erfolgte seine Beförderung zum Generalstaatsanwalt an dieser Behörde. Diese Funktion übte er bis zu seiner Pensionierung im Jahre 1926 aus. Im Ruhestand beschäftigte er sich u. a. mit historischen und genealogischen Forschungen zu seiner Familie. Er wertete beispielsweise aufgrund seiner Vorkenntnisse im Lehns- und Hypothekenarchiv der Oberlandesgerichte Dresden und Naumburg archivierte Lehns- und Hypothekenakten über die im Familienbesitz befindlichen Ritter- und Lehngüter seiner Familie Vitzthum von Eckstädt aus. 1936 publizierte er auf der Grundlage dieser Forschungen bei der Zentralstelle für Deutsche Personen- und Familiengeschichte in Leipzig die Ahnentafel Paul, Elisabeth, Thekla, Mathilde, Carlotto, Rudolf und Marie Grafen und Gräfinnen Vitzthum von Eckstädt. Zuvor hatte er bereits 1935 Beiträge bei der besagten Zentralstelle publiziert.
Rudolf Graf Vitzthum von Eckstädt starb beim Bombenangriff auf Dresden in der Nacht zum 14. Februar 1945 im 84. Lebensjahr. Er wurde im zerstörten Gebäude Semperstraße 7 tot aufgefunden.
Seine zwei Jahre jüngere Schwester Marie Gräfin Vitzthum von Eckstädt (1864–1950) hatte Graf Achaz Werner Ludwig Leopold von der Schulenburg-Hehlen (1853–1917) in Dresden geheiratet und ihren Bruder um fünf Jahre überlebt. Sie wiederum starb verwitwet 1950 in Fulda. Rudolf Graf Vitzthum von Eckstädt selbst blieb unvermählt.

## Schriften
- Beiträge zu einer Vitzthumschen Familiengeschichte in: Beiträge zur deutschen Familiengeschichte, Band 14, Zentralstelle für Deutsche Personen- und Familiengeschichte, Leipzig 1935. DNB. Reprint 2021 DNB